# Titanattus juduliani
Titanattus juduliani är en spindelart som beskrevs av Simon 1900. Titanattus juduliani ingår i släktet Titanattus och familjen hoppspindlar. Inga underarter finns listade i Catalogue of Life.